# مرشد الزبيدي
مرشد حمد ناصر الزبيدي (1954) شاعر وصحفي وأكاديمي عراقي. ولد في مدينة كركوك. حصل على الشهادة الجامعيّة الأولى في الأدب العربي من جامعة بغداد عام 1974 والماجستر في النقد الأدبي عام 1989، ثم الدكتوراه في الأدب العربي عام 1994. عمل في الصحافة ثم في وزارة الثقافة والإعلام. نشر شعره في الصحف العراقيّة والعربية له عدة دواوين الشعرية.

## سيرته
ولد مرشد حمد ناصر الزبيدي سنة 1954 في مدينة كركوك. أكمل مراحل دراسته الأولى فيها عام 1970، ونال الشهادة الجامعية الأولى في الأدب العربي من جامعة بغداد كلية الآداب 1974، والماجستير في النقد الأدبي 1989، ثم شهادة الدكتوراه في الأدب العربي 1994.

عمل في الصحافة ثم بوزارة الثقافة والاعلام. بدأ نشر قصائده في الصحف العراقية والعراقية مثل ألف باء والثورة والجمهورية والطليعة الأدبية والأقلام والآداب. وقد ترجم عدد من قصائده إلى الإنجليزية والفرنسية. هو رئيس تحرير الموقف الثقافي ومن الموقعون على البيان بعنوان من أجل القدس في ديسمبر 2017.

## مؤلفاته
من دواوينه الشعرية:
- سفر في رمال الجزيرة، 1975
- الموت على الأرصفة، 1979
- دعيني أغني يا عصور الذهب، 1989

وله في دراسات:
- بناء القصيدة الفني في النقد العربي القديم المعاصر، 1994

## وصلات خارجية
- في موقع أرشيف المجلات